# Mammillaria weingartiana
Mammillaria weingartiana ist eine Pflanzenart aus der Gattung Mammillaria in der Familie der Kakteengewächse (Cactaceae). Das Artepitheton ehrt den deutschen Kakteenkenner und -sammler aus Thüringen Wilhelm Weingart.

## Beschreibung
Mammillaria weingartiana wächst einzeln oder gruppenbildend mit kugelförmigen, an der Basis knolligen, leicht glänzenden dunkelgrünen Trieben von 4 bis 5 Zentimetern Durchmesser. Die Warzen sind schlank konisch. Sie enthalten keinen Milchsaft. Die Axillen sind kahl. Anfangs ist 1 gehakter Mitteldornen vorhanden. Später sind es 2 bis 3. Die Mitteldornen sind gerade, dunkel rötlichbraun und bis 12 Millimeter lang. Die 16 bis 25 Randdornen sind weiß und 6 bis 8 Millimeter lang.
Die hell grünlichgelben bis cremegelben Blüten besitzen einen rötlich braunen Mittelstreifen und gewimperte Ränder. Sie sind bis 1 Zentimeter lang. Die keulenförmigen, kleinen Früchte sind rot und enthalten schwarze Samen.

## Verbreitung, Systematik und Gefährdung
Mammillaria weingartiana ist im mexikanischen Bundesstaat Nuevo León verbreitet.
Die Erstbeschreibung erfolgte 1932 durch Friedrich Bödeker. Nomenklatorische Synonyme sind Ebnerella weingartiana (Boed.) Buxb. (1951), Chilita weingartiana (Boed.) Buxb. (1954) und Escobariopsis weingartiana (Boed.) Doweld (2000).
Mammillaria weingartiana wurde in der Roten Liste gefährdeter Arten der IUCN von 2002 als „Vulnerable (VU)“, d. h. gefährdet, eingestuft. Im Jahr 2013 wird sie als „Least Concern (LC)“, d. h. als nicht gefährdet geführt.

## Nachweise